# دايفيد جنكينز (أمين مكتبة)
دايفيد جنكينز (بالإنجليزية: David Jenkins)‏ (و. 1912 – 2002 م) هو أمين مكتبة، ومؤرخ من المملكة المتحدة، وويلز، توفي في آبريستويث، عن عمر يناهز 90 عاماً.

## التعليم
تعلم في جامعة أبيريستويث
.

## جوائز
حصل على جوائز منها:
- نيشان الفنون والآداب من رتبة قائد (17 يناير 2013)[5]
- جائزة المنافسة العامة  [لغات أخرى]‏ (1946)